# Jan Lundgren
Jan Lundgren, geboren op 22 maart 1966 in Olofström (provincie Blekinge, Zweden) en sinds 2005 woonachtig in het Zuid-Zweedse Ystad, is een internationaal actief Zweeds jazzmusicus. Hij is pianist, componist en sinds het najaar van 1991 lector aan de Musikhögskolan (conservatorium ) van Malmö. Ook is hij artistiek leider van het Ystad Sweden Jazz Festival, het Ystad Winter Piano Fest en het Jazzhus Montmartre in Kopenhagen. Jan Lundgren is veelvuldig onderscheiden, toert in het internationale circuit en is verbonden aan het Duitse platenlabel ACT.
Als eerste Scandinavische jazzpianist werd Jan Lundgren in 2007 uitgeroepen tot Steinway-artiest bij de beroemde pianobouwer Steinway & Sons. Het roemrijke bedrijf werd in 1853 gesticht in New York door Henry E. Steinway.

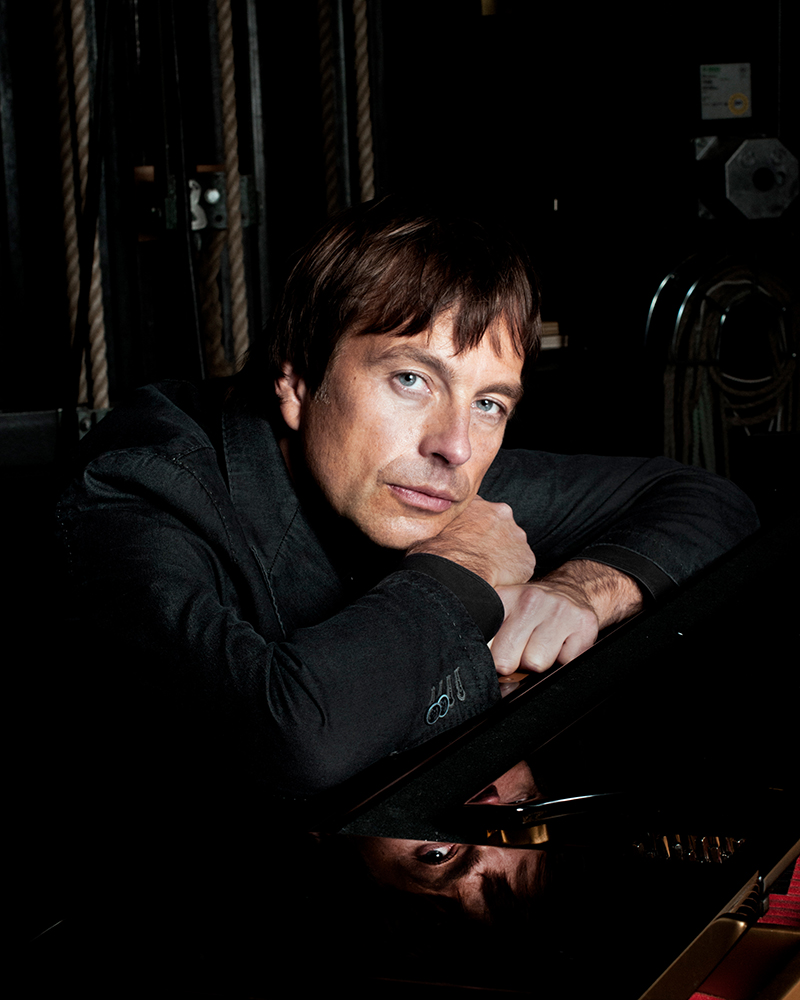
Jan Lundgren in het Ystad-theater, 2012. Foto: Thomas Schloemann

## Biografie
Jan Lundgren werd geboren in Olofström en groeide op in Ronneby. Hij begon op zijn vijfde jaar met pianospelen en besloot in zijn late tienerjaren beroepsmusicus te worden. Reeds na zijn eindexamen aan het conservatorium in Malmö vestigde hij zich als musicus in de Zweedse jazzscene. Aanvankelijk trad hij vooral op als begeleider in verschillende verbanden en muziekstijlen, en werkte hij samen met veel bekende Zweedse artiesten. In lijn met het op gang brengen van zijn eigen carrière, richtte hij zich op zijn ontwikkeling als soloartiest en de samenwerking met andere artiesten. Al vroeg in zijn carrière speelde hij met Zweedse jazzmusici als Arne Domnérus, Putte Wickman en Rune Gustafsson, waarmee hij een onmisbare verankering in de Zweedse jazztraditie verkreeg. Het was uiteindelijk Arne Domnérus door wie Jan Lundgren werd ontdekt.
Lundgrens internationale carrière begon in het midden van de jaren 90, toen in 1994 zijn eerste album onder eigen naam, Conclusion, werd gelanceerd in Europa, Noord-Amerika en Japan. De eerste contacten met de Amerikaanse jazzscene kwamen tot stand via saxofonist Herb Geller en leidden tot een terugkerende samenwerking met Dick Bank, producent voor Fresh Sound Records.
In 1995 richtte hij met bassist Mattias Svensson en drummer Rasmus Kihlberg het Jan Lundgren Trio op. Het trio brak in 1997 door met het album Swedish Standards dat werd onderscheiden met de Orkesterjournalens prijs voor het beste jazzalbum van het jaar, de Gyllene skivan (de Gouden schijf). In het jaar 2000 speelde Jan Lundgren als eerste Scandinavische jazzpianist in Carnegie Hall in New York waar het trio participeerde in het concert “Swedish Jazz Salutes the USA”.
Na de eeuwwisseling versterkte hij zijn positie in het internationale circuit en werd een gevestigd artiest die zich artistiek zowel in de breedte als diepte verder ontwikkelde. Gedurende het eerste decennium concentreerde hij zich vooral op zijn trio, om zich vervolgens te richten op andere vormen van samenwerking en het creëren van ruimte voor zijn eigen compositorische activiteiten. Gedurende zijn gehele carrière heeft Jan Lundgren gestreefd naar samenwerking met anderen en daar de nodige initiatieven toe genomen. Dat leidde tot projecten met prominente artiesten, zowel in de studio als op het podium. Enkele voorbeelden zijn Mare Nostrum met Paolo Fresu en Richard Galliano, Magnum Mysterium met Gustaf Sjökvists Kamerkoor en Lars Danielsson, het Jan Lundgren Trio met Mattias Svensson en Zoltán Csörsz, Jazz på svenskt vis met het Jan Lundgren Trio & het Göteborg Wind Orchestra, Potsdamer Quartet met Jukka Perko, Dan Berglund en Morten Lund, A Tribute to Jan Johansson met Mattias Svensson en een strijkkwartet, Kristallen met Nils Landgren en Into the Night met Lars Danielsson en Émile Parisien.

## Samenwerking met andere artiesten
Jan Lundgren heeft gedurende zijn carrière samengewerkt met een groot aantal artiesten en musici, maar ook met acteurs en auteurs.

### Artistieke samenwerking vóór 2000
Zweedse artiesten en musici
Jazz: Karl-Martin Almqvist, Peter Asplund, Hans Backenroth, Anders Bergcrantz, Arne Domnérus, Lars Erstrand, Rune Gustafsson, Rasmus Kihlberg, Gunnar ”Siljabloo” Nilsson, Mattias Svensson, Viktoria Tolstoy, Ulf Wakenius, Putte Wickman, Monica Zetterlund.
Populaire muziek: Povel Ramel, Sylvia Vrethammar.
Internationale artiesten en musici
Eric Alexander, Joe Ascione, Benny Bailey, Chuck Berghofer, Deborah Brown, Conte Candoli, Dave Carpenter, Billy Drummond, Art Farmer, Herb Geller, Benny Golson, Johnny Griffin, Vincent Herring, Paul Kreibich, Joe LaBarbera, Jesper Lundgaard, Katrine Madsen, Bill Perkins, Rich Perry, Alex Riel, Peter Washington.

### Artistieke samenwerking na 2000
Zweedse artiesten en musici
Jazz: Miriam Aida, Hans Backenroth, Dan Berglund, Lars Danielsson, Ronnie Gardiner, Bengt Hallberg, Nils Landgren, Klas Lindquist, Carin Lundin, Georg Riedel, Zoltán Csörsz, Hannah Svensson, Ewan Svensson, Jojje Wadenius.
Wereldmuziek: Bengan Janson, Filip Jers, Ale Möller.
Klassieke muziek:  Håkan Hardenberger, Gustaf Sjökvist, Göran Söllscher.
Populaire muziek: Pernilla Andersson, Marit Bergman, Jason Diakité, Göran Fristorp, LaGaylia Frazier, Hayati Kafe, Lill Lindfors, Edda Magnason, Michael Saxell.
Zweedse schrijvers en acteurs
Pernilla August, Jacques Werup.
Internationale artiesten en musici
Harry Allen, Arild Andersen, Jacob Fischer, Paolo Fresu, Richard Galliano, Nico Gori, Wolfgang Haffner, Scott Hamilton, Pete Jolly, Stacey Kent, Trudy Kerr, Rebecca Kilgore, Lee Konitz, Morten Lund, Grégoire Maret, Charlie Mariano, Andy Martin, James Moody, Cæcilie Norby, Émile Parisien, Clarence Penn, Jukka Perko, Yosuke Sato, Janis Siegel, Clark Terry, Tom Warrington, Kenny Washington.

## Ystad Sweden Jazz Festival
Jan Lundgren is artistiek leider van het Ystad Sweden Jazz Festival, een jaarlijks terugkerend jazzfestival, dat gebruikelijk plaatsvindt in de periode eind juli-begin augustus. Het festival werd in 2010 opgericht door Jan Lundgren en Thomas Lantz.
Een keuze uit de artiesten die in de loop der jaren optraden op het Ystad Sweden Jazz Festival:
Cyrille Aimée, Monty Alexander, Jan Allan, Arild Andersen, Kenny Barron, Anders Bergcrantz, Stefano Bollani, Richard Bona, Fabrizio Bosso, Cristina Branco, Dee Dee Bridgewater, Deborah Brown, Vivian Buczek, Avishai Cohen (trompettist), Avishai Cohen (bassist), Yamandu Costa, Lily Dahab, Lars Danielsson, Rosalia De Souza, Al Di Meola, Louis van Dijk, Dave Douglas, Elina Duni, Eliane Elias, Bill Evans, Jacob Fischer, Paolo Fresu, Richard Galliano, Herb Geller, Robert Glasper, Benny Golson, Benny Green, Rigmor Gustafsson, Wolfgang Haffner, Bengt Hallberg, Scott Hamilton, Roy Hargrove, Billy Harper, Tom Harrell, Dave Holland, Hiromi, Abdullah Ibrahim, Bob James, Lars Jansson, Nicole Johänntgen, Quincy Jones, Goran Kajfes, Jacob Karlzon, Omer Klein, Karin Krog, Joachim Kühn, Nils Landgren, Charles Lloyd, Joe Lovano, The Manhattan Transfer, Grégoire Maret, Pat Martino, Hugh Masekela, Cécile McLorin Salvant, Nils Petter Molvær, Joyce Moreno, Leszek Możdżer, Cæcilie Norby, Lina Nyberg, Émile Parisien, Clarence Penn, Jukka Perko, Enrico Pieranunzi, Iiro Rantala, Enrico Rava, Joshua Redman, Dianne Reeves, Georg Riedel, Bernt Rosengren, Kurt Rosenwinkel, Terje Rypdal, Heinz Sauer, Andreas Schaerer, Diane Schuur, John Scofield, Omar Sosa, John Surman, Tomasz Stanko, Bobo Stenson, Yosuke Sato, Ewan Svensson, Hannah Svensson, Martin Taylor, Toots Thielemans, Jesper Thilo, Svante Thuresson, Martin Tingvall, Viktoria Tolstoy, Tonbruket, Bengt-Arne Wallin, Marcin Wasilewski, Bugge Wesseltoft, Michael Wollny, Lizz Wright, Youn Sun Nah, Dhafer Youssef, Kjell Öhman.
Het Ystad Sweden Jazz Festival werd in 2021 onderscheiden met de Cultuurprijs van de gemeente Ystad en eerder dat jaar verkoos de vereniging van Zweedse jazzmusici, -festivals en - podia (het Riksförbundet Svensk Jazz) Ystad tot de jazzgemeente van het jaar.

## Ystad Winter Piano Fest
Jan Lundgren is initiatiefnemer en artistiek leider van het Ystad Winter Piano Fest, Zwedens eerste pianojazzfestival.  Op 27 en 28 december 2021 vond het festival voor de eerste keer plaats. Deelnemende pianisten waren: Nik Bärtsch, Jacob Karlzon, Jan Lundgren, Marialy Pacheco, Iiro Rantala en Johanna Summer.

## Jazzhus Montmartre
Sinds december 2016 is Jan Lundgren ook artistiek leider van de gerenommeerde jazzclub Jazzhuis Montmartre in Kopenhagen. De club opende zijn deuren in 1959 en legendarische artiesten als Chet Baker, Stan Getz, Dexter Gordon en Ben Webster hebben er opgetreden.

## Prijzen en onderscheidingen (selectie)
- 1993: Thore Swanerud-stipendium
- 1994: Harry Arnold-stipendium
- 1994: Jazzkatten, prijs van de Zweedse radio in de categorie jazzmusicus van het jaar
- 1995: Topsys tusenkrona – Stiftelsen Nalen
- 1995: Het stadscultuurstipendium van Malmö
- 1998: Orkesterjournalens prijs Gyllene skivan voor Swedish Standards (uitgebracht in 1997)
- 2000: Jan Johansson-stipendium
- 2008: Django d’Or Contemporary Star of Jazz
- 2010: Thore Ehrling-stipendium
- 2010: De cultuurprijs van de Regio Blekinge
- 2012: De cultuurprijs van de Regio Skåne
- 2013: Jazz Journal – Jazz Record of the Year – Critics’ Poll voor Together Again at the Jazz Bakery (uitgebracht in 2012).
- 2013: Cultuurprijs van de Gemeente Ystad
- 2015: Jazz Journal – Jazz Record of the Year – Critics’ Poll voor All by Myself (uitgebracht in 2014)
- 2019: Ellen & Svend Asmussen Award
- 2020: Deens-Zweedse cultuurfondsprijs
- 2025 Litteris et Artibus

## Composities
Jan Lundgrens grote kennis van zowel de Europese als de Amerikaanse jazztraditie en zijn belangstelling voor verschillende muzikale stromingen en stijlen vormen een belangrijke basis voor zijn muzikale vorming als pianist en componist. Al sinds de jaren 80 schrijft hij zijn eigen muziek: zijn lijst met composities omvat meer dan 200 titels die sinds de jaren negentig ook op de plaat worden gezet. 

### Gepubliceerde partituren
In 2021  verscheen “Jan Lundgren Collection” (Hal Leonard/Bosworth Edition/ACT) met twintig eigen composities van Jan Lundgren:
1. Blekinge
2. Blue Silence
3. Dance of Masja
4. Farväl
5. Leklåt
6. Love in Return
7. Love Land
8. Lycklig resa
9. The Magic Stroll
10. Mare Nostrum
11. Never Too Late
12. No. 9
13. On the Banks of the Seine
14. Open Your Mind
15. The Poet
16. Potsdamer Platz
17. Ronneby
18. The Seagull
19. Song for Jörgen
20. Years Ahead

### Een selectie uit de eigen composities
A Dog Named Jazze (album: Into the Night, ACT, 2021)
A Touch of You (album: A Touch of You, Alfa, 2003)
Almas Vaggvisa (album: I Love Jan Lundgren Trio, Figaro Music, 2014)
Bird of Passage (album: Bird of Passage, Four Leaf Clover Records, 1995)
Blekinge (album: Kristallen, ACT, 2020)
Blue Silence (album: Mare Nostrum II, ACT, 2016)
Bullet Train (album: Potsdamer Platz, ACT, 2017)
Conclusion (album: Conclusion, Four Leaf Clover Records, 1994)
Dance of Masja (album: Potsdamer Platz, ACT, 2017)
Farväl (album: Mare Nostrum II, ACT, 2016)
Flowers of Sendai (album: Flowers of Sendai, Bee Jazz, 2014)
Hidden Truth (album: I Love Jan Lundgren Trio, Figaro Music, 2014)
I Do (album: Into the Night, ACT, 2021)
Into the Night (album: Into the Night, ACT, 2021)
Leklåt (album: Mare Nostrum II, ACT, 2016)
Love in Return (Mare Nostrum III, ACT, 2019)
Love Land (album: Bengan Janson–Jan Lundgren–Ulf Wakenius, Ladybird, 2011; Mare Nostrum III, ACT, 2019)
Lycklig resa (album: Potsdamer Platz, ACT, 2017)
Man in the Fog (album: Man in the Fog, Bee Jazz, 2013)
Mare Nostrum (album: Mare Nostrum, ACT, 2007)
M.Z. (album: Lockrop, Gemini Records, 2006)
Never Too Late (album: Potsdamer Platz, ACT, 2017)
No. 9 (album: Potsdamer Platz, ACT, 2017)
On the Banks of the Seine (album: Potsdamer Platz, ACT, 2017)
Open Your Mind (album: Mare Nostrum, ACT, 2007)
Parfait Amour (album: Flowers of Sendai, Bee Jazz, 2014)
Potsdamer Platz (album: Potsdamer Platz, ACT, 2017)
Ronneby (Mare Nostrum III, ACT, 2019)
Second Time First (album: We Will Always Be Together, Gazell, 2004)
Short Life (album: Conclusion, Four Leaf Clover Records, 1994)
Song for Jörgen (album: Potsdamer Platz, ACT, 2017)
Stenhuggarens visa (album: Lockrop, Gemini Records, 2006)
The Expatriate (album: For Listeners Only, Sittel Records, 2001)
The Longest Night (album: Back 2 Back, Volenza, 2011)
The Magic Stroll (album: Mare Nostrum III, ACT, 2019)
The Poet (album: Potsdamer Platz, ACT, 2017)
The Seagull (album: Mare Nostrum, ACT, 2007)
Time to Leave Again (album: For Listeners Only, Sittel Records, 2001)
Twelve Tone Rag (album: Potsdamer Platz, ACT, 2017)
View of P (album: Man in the Fog, Bee Jazz Records, 2013)
Years Ahead (album: Mare Nostrum, ACT, 2007)

## Plaatopnames
Jan Lundgren heeft sinds 1994 meer dan 50 albums opgenomen, onder zijn eigen naam of als een van de prominenten in samenwerking met anderen. Sinds 2007 heeft hij vooral albums opgenomen onder de vlag van de Duitse platenmaatschappij ACT. Buiten ACT heeft hij meegewerkt aan ongeveer 150 albums van platenmaatschappijen als Fresh Sound (Spanje), Marshmallow (Japan), Sittel (Zweden), Four Leaf Clover (Zweden), Volenza (Zweden), Alfa (Japan), Gemini (Noorwegen) en Bee Jazz (Frankrijk).
Een keuze uit de uitgebrachte albums:
Conclusion (1994), Swedish Standards (1997), Svenska landskap (2003), In New York (2005), Mare Nostrum (2007; het eerste album in de samenwerking Mare Nostrum met Paolo Fresu en Richard Galliano waarvan in 2014 50 000 exemplaren waren verkocht), Magnum Mysterium (2007), European Standards (2009), Back 2 Back (2011) met Bengt Hallberg, Together Again at the Jazz Bakery (2012) met Chuck Berghofer en Joe LaBarbera, Man in the Fog (2013), All by Myself (2015), The Ystad Concert: A Tribute to Jan Johansson (2016) met het Bonfiglioli Weber String Quartet en Mattias Svensson, Potsdamer Platz (2017) met Jukka Perko, Dan Berglund en Morten Lund, Kristallen (2020) met Nils Landgren, Into the Night (2021) met Lars Danielsson en Émile Parisien.
Jan Lundgren heeft albums geproduceerd van het John Venkiah Trio (Things Change), het Fanny Gunnarsson Quartet (Same Eyes as You) en Hannah Svensson (Each Little Moment), allemaal voor het platenlabel Volenza. Hij produceerde ook meerdere van zijn eigen albums.

## Discografie
Zie de Jan Lundgren Discografie, samengesteld door Gerard Bielderman Eurojazz Discos No. 191, https://gerardsdiscos.jimdofree.com